# Сдержиков, Фёдор Семёнович
Федор Семенович Сдержиков (15 августа 1929, Йотовка, Центрально-Чернозёмная область — 12 мая 2011, Киев) — советский партийный деятель. Член Ревизионной Комиссии КПУ в 1966—1971 г. Кандидат в члены ЦК КПУ в 1971—1976 г. Депутат Верховного Совета УССР 8-11-го созывов.

## Биография
Фёдор Семёнович Сдержиков родился 15 августа 1929 года в селе Иотовка (ныне — микрорайон города Губкин Белгородской области).
В 1949—1963 г. — маркшейдер, начальник горного цеха, главный инженер шахты, главный маркшейдер, секретарь партийного бюро Никитовского ртутного комбината города Горловки Сталинской области.
В 1958 году вступил в КПСС.
Закончил Днепропетровский горный институт имени Артема.
В 1963—1965 г. — 1-й секретарь Никитовского районного комитета КПУ города Горловки.
В 1965—1976 г. — 1-й секретарь Горловского городского комитета КПУ Донецкой области.
В 1976—1989 г. — председатель Донецкого областного совета профессиональных союзов.
С 1989 — на пенсии.

## Награды
- ордена
- медали
- почетный гражданин Горловки.